# Arsenal W.F.C.
Arsenal Women Football Club (tên cũ Arsenal Ladies Football Club) là một câu lạc bộ bóng đá nữ Anh được thành lập vào năm 1987 trực thuộc Arsenal. Họ là câu lạc bộ thành công nhất trong lịch sử bóng đá nữ Anh, giành nhiều danh hiệu nhất trong các giải đấu quốc nội mà họ đã thi đấu, trong đó có 3 chức vô địch FA WSL, 12 FA Women's Premier League, 14 Cúp FA, 10 Women's Premier League Cup, 5 FA WSL Cup. Họ cũng là đội bóng Anh đầu tiên và duy nhất từng vô địch UEFA Women's Champions League.

## Lịch sử

### 1987–2009: Thành lập và những thành công ban đầu
Arsenal Ladies F.C. được Vic Akers, huấn luyện viên lo trang phục thi đấu của đội nam Arsenal thành lập với tên gọi là Arsenal Ladies Football Club, đồng thời là huấn luyện viên của đội tới năm 2009. Họ giành danh hiệu lớn đầu tiên, Cúp Liên đoàn nữ vào mùa giải 1991–92. Vào năm 1992 họ giành quyền lên chơi tại FA Women's Premier League và vô địch ngay trong mùa giải đầu tiên. Tính tới 2010, họ đã giành 12 trong số 17 chức vô địch Premier League (trước khi lên chơi tại FA WSL vào năm 2011), trong đó có kỷ lục 7 mùa liên tiếp vô địch từ 2004 đến 2010.
Tính tới năm 2011, Arsenal Ladies đã có 11 Cúp FA nữ và 10 Cúp Liên đoàn nữ, trong đó có 8 cú đúp Cúp quốc gia và Giải vô địch quóc gia vào các mùa giải 1992–93, 1994–95, 2000–01, 2003–04, 2005–06, 2006–07, 2007–08 và 2008–09, cùng bốn cú ăn ba quốc nội vào các năm 1992–93, 2000–01, 2006–07 và 2008–09. Arsenal cũng đại diện cho nước Anh tại bảy kỳ UEFA Women's Cup và vào bán kết hai lần (2002–03 và 2004–05) trước khi giải đấu đổi tên.
Mùa 2006–07 là mùa giải thành công nhất của đội khi không chỉ giành ba danh hiệu trong nước mà cả UEFA Women's Cup 2006–07, đánh bại Umeå IK tại chung kết với tổng tỉ số 1–0, trở thành câu lạc bộ Anh đầu tiên giành cúp châu Âu. Cùng với đó là Siêu cúp nữ Anh và Giải bóng đá Liên đoàn Hạt Luân Đôn. Với các thành tích trên họ đã giành chiến thắng trên mọi đấu trường họ tham dự và lập kỳ tích ăn sáu vô tiền khoáng hậu. Arsenal Ladies cũng thắng cả 22 trận tại Premier League mùa giải này, ghi 119 bàn và chỉ lọt lưới 10 quả.
Arsenal không thể bảo vệ thành công Cúp châu Âu mùa giải 2007–08 sau khi bị Olympique Lyonnais loại ở tứ kết. Họ cũng thất bại trong trận chung kết League Cup trước Everton. Tuy nhiên họ vẫn bay cao tại giải vô địch quốc gia với chức vô địch thứ 5 liên tiếp nhờ 20 chiến thắng và chỉ hai kết quả hòa trong 22 trận, cũng như vô địch Cúp FA sau khi đánh bại Leeds 4–1 trong trận chung kết. Mùa giải 2008–09 chứng kiến kỷ lục 5 năm bất bại tại giải vô địch quốc gia phải dừng lại. Từ 16 tháng 10 năm 2003 (thua Charlton Athletic) tới 29 tháng 3 năm 2009 (thua 0–3 trên sân nhà trước Everton) Arsenal đã thi đấu một mạch 108 trận không để thua một trận nào. Trong quãng thời gian này đội cũng lập kỷ lục 51 trận thắng liên tiếp tại giải vô địch quốc gia, từ tháng 11 năm 2005 tới tháng 4 năm 2008. Mặc dù thua Everton, Arsenal sau đó vẫn giành cú ăn ba trong mùa giải 2008–09, chiến thắng trên sân khách trước chính Everton với tỉ số 1–0 trong lượt trận cuối cùng, giúp Vic Akers có danh hiệu VĐQG thứ 11 và cú ăn ba thứ tư.

### 2009–nay: Thời hậu Akers và WSL
Akers quyết định từ nhiệm sau khi mùa 2009 kết thúc, và được thay thế bằng Tony Gervaise. Vào tháng 2 năm 2010, sau tám tháng cầm quân, Gervaise từ chức vì cho rằng vị trí của ông bị lung lay bởi nhân tố bên ngoài. Huấn luyện viên đội dự bị Laura Harvey trở thành huấn luyện viên trưởng còn Gervaise tiếp quản vị trí của Harvey. Sau đó Arsenal có tên trong danh sách các đội bóng dự giải vô địch nữ mới FA WSL dự kiến bắt đầu vào đầu năm 2011. Arsenal tiếp tục chứng tỏ sức mạnh ngay ở mùa đầu tiên với danh hiệu vô địch quốc gia thứ 8 liên tiếp và đoạt vé dự UEFA Women's Champions League. Arsenal còn lên ngôi tại Cúp FA và Cúp Liên đoàn để hoàn tất cú ăn ba trong năm 2011. Trong mùa giải 2012 họ tiếp tục bảo vệ thành công chức vô địch quốc gia khi bất bại trong cả mùa cùng chức vô địch cúp Liên đoàn thứ hai liên tiếp.
Ngày 1 tháng 2 năm 2013 Shelley Kerr được bổ nhiệm thay cho Laura Harvey làm huấn luyện viên trưởng của Arsenal Ladies. Dưới sự dẫn dắt của bà, đội bóng đăng quang cúp quốc gia cùng một League Cup, đứng thứ ba tại giải quốc nội trong mùa giải 2013. Sau chuỗi trận thất vọng với chỉ một điểm sau bốn trận đầu tiên mùa giải 2014, cộng thêm việc bị loại tại Champions League trước Birmingham và bất ngờ thua Reading tại cúp Liên đoàn, Kerr quyết định từ chức. Mặc dù vậy trước khi chia tay câu lạc bộ, bà vẫn cùng Arsenal Ladies giành Cúp FA 2014 sau chiến thắng 2–0 trước Everton. Sau đó dưới thời của Pedro Losa, Arsenal lọt vào trận chung kết FA WSL Cup 2014 với Manchester City nhưng để thua đối thủ với tỉ số 0–1. Họ tiếp tục lọt vào chung kết FA WSL Cup lần thứ 5 liên tiếp vào năm 2015 và giành chiến thắng 3–0 trước Notts County. Họ còn vô địch FA Women's Cup năm 2016. Tuy nhiên, Losa đã từ chức vào cuối mùa giải sau đó và được thay thế bằng Joe Montemurro.
Vào tháng 7 năm 2017, câu lạc bộ đổi tên thành Arsenal Women Football Club. Montemurro đã dẫn dắt đội vô địch FA WSL 2018–19 lần đầu sau 7 năm, cùng với đó đánh dấu sự trở lại của đội tại Champions League sau 5 năm.

## Cầu thủ

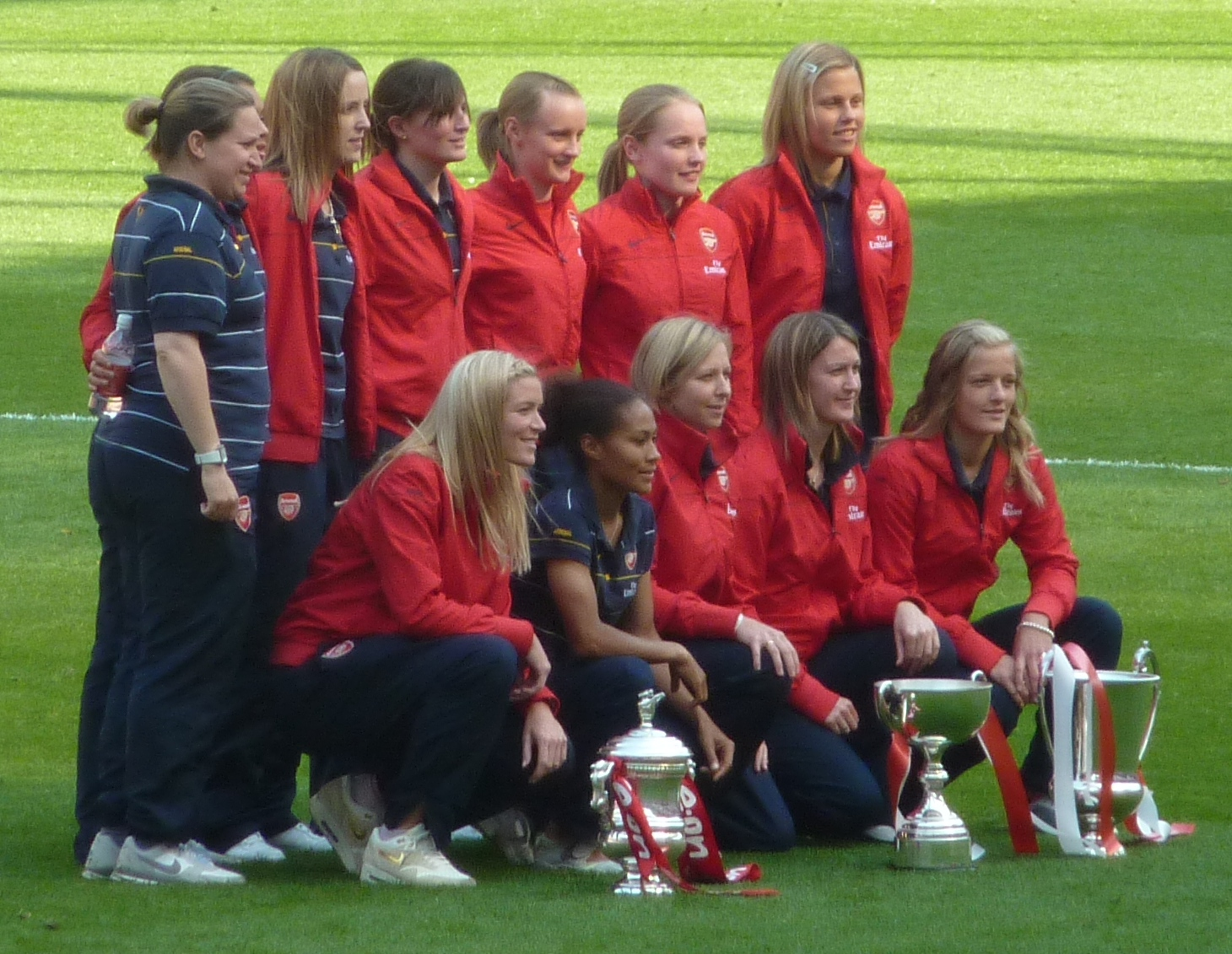
Arsenal Ladies vào năm 2009.

### Đội hình hiện tại
Tính đến 16 tháng 8 năm 2022.
Ghi chú: Quốc kỳ chỉ đội tuyển quốc gia được xác định rõ trong điều lệ tư cách FIFA. Các cầu thủ có thể giữ hơn một quốc tịch ngoài FIFA.
| Số | VT | Quốc gia | Cầu thủ                 |
| -- | -- | -------- | ----------------------- |
| 1  | TM | Áo       | Manuela Zinsberger      |
| 2  | HV | Brasil   | Rafaelle Souza          |
| 3  | HV | Anh      | Lotte Wubben-Moy        |
| 5  | HV | Scotland | Jen Beattie             |
| 6  | HV | Anh      | Leah Williamson         |
| 7  | HV | Úc       | Steph Catley            |
| 8  | TV | Anh      | Jordan Nobbs (đội phó)  |
| 9  | TĐ | Anh      | Beth Mead               |
| 10 | TV | Scotland | Kim Little (đội trưởng) |
| 11 | TĐ | Hà Lan   | Vivianne Miedema        |
| 12 | TV | Na Uy    | Frida Maanum            |

| Số | VT | Quốc gia         | Cầu thủ                       |
| -- | -- | ---------------- | ----------------------------- |
| 13 | TV | Thụy Sĩ          | Lia Wälti (đội trưởng thứ ba) |
| 15 | TĐ | Cộng hòa Ireland | Katie McCabe                  |
| 16 | HV | Thụy Sĩ          | Noëlle Maritz                 |
| 17 | TĐ | Thụy Điển        | Lina Hurtig                   |
| 18 | TM | Hoa Kỳ           | Kaylan Marckese               |
| 19 | TĐ | Úc               | Caitlin Foord                 |
| 23 | TĐ | Nhật Bản         | Mana Iwabuchi                 |
| 25 | TĐ | Thụy Điển        | Stina Blackstenius            |
| 26 | HV | Áo               | Laura Wienroither             |
| 29 | HV | Anh              | Teyah Goldie                  |

### Cho mượn
Ghi chú: Quốc kỳ chỉ đội tuyển quốc gia được xác định rõ trong điều lệ tư cách FIFA. Các cầu thủ có thể giữ hơn một quốc tịch ngoài FIFA.
| Số | VT | Quốc gia | Cầu thủ                                                      |
| -- | -- | -------- | ------------------------------------------------------------ |
| 4  | HV | Anh      | Anna Patten (tại Aston Villa đến cuối mùa giải 2022–23)      |
| 24 | TM | Anh      | Fran Stenson (tại Birmingham City đến cuối mùa giải 2022–23) |

## Ban huấn luyện
Tính đến ngày 28 tháng 6 năm 2021.
| Chức vụ                                      | Tên              |
| -------------------------------------------- | ---------------- |
| Huấn luyện viên trưởng                       | Jonas Eidevall   |
| Trợ lí huấn luyện viên                       | Aaron D'Antino   |
| Trợ lí và huấn luyện viên phát triển cá nhân | Leanne Hall      |
| Huấn luyện viên thủ môn                      | Sebastian Barton |

Các đời huấn luyện viên
| Thời gian | Tên                 |
| --------- | ------------------- |
| 1987–2009 | Vic Akers           |
| 2009–2010 | Tony Gervaise       |
| 2010–2013 | Laura Harvey        |
| 2013–2014 | Shelley Kerr        |
| 2014–2017 | Pedro Martínez Losa |
| 2017–2021 | Joe Montemurro      |
| 2021–     | Jonas Eidevall      |

## Sân vận động
Hiện nay Arsenal Women thi đấu các trận sân nhà tại giải vô địch quốc gia trên sân Meadow Park, sân nhà của đội bóng nam Boreham Wood thuộc giải Conference Premier tại Borehamwood, Hertfordshire. Sân có sức chứa 4.000 chỗ, mặc dù số khán giải trung bình trong các trận đấu chỉ là vài trăm. Các trận đấu của Arsenal tại UEFA Women's Champions League cũng được tổ chức tại đây. Tuy nhiên nhờ liên kết với Arsenal F.C. nên họ đôi khi được phép thi đấu tại sân Emirates.

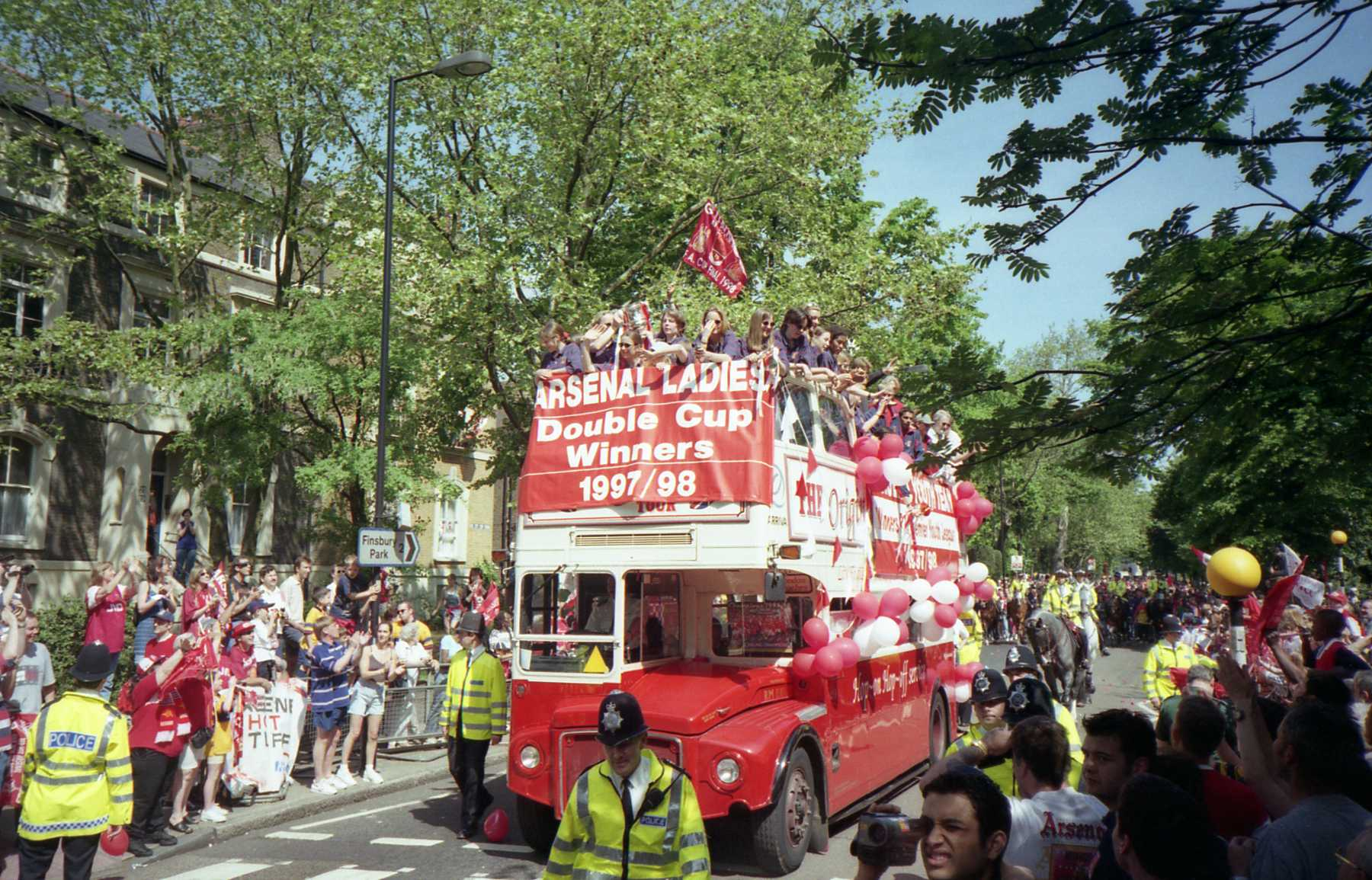
Arsenal Ladies ăn mừng cú đúp năm 1998.

## Liên kết với Arsenal F.C.
Arsenal Women nhận được sự quan tâm và hỗ trợ từ câu lạc bộ nam Arsenal. David Dein, cựu phó chủ tịch Arsenal F.C., giữ vị trí chủ tịch của đội nữ cho tới khi ông rời đội vào 18 tháng 4 năm 2007, và được thay thế bởi Keith Edelman, giám đốc điều hành của Arsenal, cho tới khi ông rời đi vào 1 tháng 5 năm 2008. Ivan Gazidis, tổng giám đốc điều hành của Arsenal, hiện là chủ tịch của Arsenal Women.
Nhiều người trong thành phần thi đấu của đội được Arsenal tuyển chọn để phát triển và kết hợp các đội nữ và học viện của câu lạc bộ. Hai đội nam và nữ cùng được tài trợ từ Emirates và Puma (và trước đây là Nike).

## Danh hiệu
Những mùa giải được in đậm khi đội giành được cú đúp vô địch quốc gia và Cúp FA.

### Quốc nội
- FA Women's Premier League National Division / FA Women's Super League: 15 (kỷ lục)

1992–93, 1994–95, 1996–97, 2000–01, 2001–02, 2003–04, 2004–05, 2005–06, 2006–07, 2007–08, 2008–09, 2009–10, 2011, 2012, 2018–2019
- FA Women's Cup: 14 (kỷ lục)

1992–93, 1994–95, 1997–98, 1998–99, 2000–01, 2003–04, 2005–06, 2006–07, 2007–08, 2008–09, 2010–11, 2012-13, 2013–14, 2015–16
- FA WSL Cup: 5 (kỷ lục)

2011, 2012, 2013, 2015,  2017–18
- FA Women's Premier League Cup: 10 (kỷ lục)

1991–92, 1992–93, 1993–94, 1997–98, 1998–99, 1999–2000, 2000–01, 2004–05, 2006–07, 2008–09
- FA Women's Community Shield: 5 (kỷ lục)

2000, 2001, 2005, 2006, 2007, 2008
- London County FA Women's Cup: 10 (kỷ lục)

1994–95, 1995–96, 1996–97, 1999–2000, 2003–04, 2006–07, 2007–08, 2008–09, 2009–10, 2010–11
- FA Women's Premier League Southern Division: 1

1991–92

### Châu Âu
- UEFA Women's Champions League (trước đây là UEFA Women's Cup): 2

2006–07, 2024-2025

## Thành tích tại UEFA Women's Champions League
| Mùa     | Vòng      | Kết quả  | Đối thủ            | Người ghi bàn                                                                                     |
| ------- | --------- | -------- | ------------------ | ------------------------------------------------------------------------------------------------- |
| 2001-02 | Vòng bảng | 4-0      | FC Bern            | Banks 2, Grant, Ludlow                                                                            |
| 2001-02 | Vòng bảng | 7-0      | Hapoel Tel Aviv    | Ludlow 3, Coss, Grant, Moore, Ogawa                                                               |
| 2001-02 | Vòng bảng | 2-1      | Wroclaw            | Banks, Spacey                                                                                     |
| 2001-02 | Tứ kết    | 1-1 1-2  | Toulouse           | Grant, Maggs                                                                                      |
| 2002-03 | Vòng bảng | 6-0      | Gömrükçü Baku      | Banks 2, Wheatley 2, Grant, Ludlow                                                                |
| 2002-03 | Vòng bảng | 2-1      | Levante            | Maggs, F. White                                                                                   |
| 2002-03 | Vòng bảng | 7-0      | Eendracht Aalst    | Ludlow 3, Maggs 2, Grant, Scott                                                                   |
| 2002-03 | Tứ kết    | 2-0 1-1  | CSK VVS Samara     | MacDonald, Maggs + 1 phản lưới                                                                    |
| 2002-03 | Bán kết   | 1-3 1-5  | Fortuna Hjørring   | Banks 2                                                                                           |
| 2004-05 | Vòng bảng | 2-2      | Athletic Bilbao    | Grant, F. White                                                                                   |
| 2004-05 | Vòng bảng | 7-1      | AE Aegina          | Fleeting 2, Banks, Grant, Ludlow, Wheatley, F. White                                              |
| 2004-05 | Vòng bảng | 1-0      | Djurgården         | Kemp                                                                                              |
| 2004-05 | Tứ kết    | 0-2 4-1  | Torres             | Banks, Fleeting, Ludlow + 1 bàn phản lưới                                                         |
| 2004-05 | Bán kết   | 1-1 0-1  | Djurgården         | Fleeting                                                                                          |
| 2005-06 | Vòng bảng | 3-1      | Wroclaw            | Ludlow, McArthur, Sanderson                                                                       |
| 2005-06 | Vòng bảng | 1-0      | Lada Tolyatti      | Ludlow                                                                                            |
| 2005-06 | Vòng bảng | 0-1      | Brøndby            |                                                                                                   |
| 2005-06 | Tứ kết    | 1-1 1-3  | Frankfurt          | Grant, Sanderson                                                                                  |
| 2006-07 | Vòng bảng | 5-4      | Rossiyanka         | Fleeting 5                                                                                        |
| 2006-07 | Vòng bảng | 6-0      | Femina Budapest    | Ludlow 2, Chapman, Davison, Yankey + 1 bàn phản lưới                                              |
| 2006-07 | Vòng bảng | 1-0      | Brøndby            | Sanderson                                                                                         |
| 2006-07 | Tứ kết    | 5-0 4-1  | Breiðablik         | Fleeting 3, Smith 3, Carney, Sanderson, Yankey                                                    |
| 2006-07 | Bán kết   | 2-2 3-0  | Brøndby            | Smith 2, Carney, Fleeting, Yankey                                                                 |
| 2006-07 | Chung kết | 1-0 0-0  | Umeå IK            | Scott                                                                                             |
| 2007-08 | Vòng bảng | 4-0      | Alma KTZh          | Carney 2, Chapman, Sanderson                                                                      |
| 2007-08 | Vòng bảng | 7-0      | Neulengbach        | Fleeting 2, Ludlow 2, Carney, Chapman, Grant                                                      |
| 2007-08 | Vòng bảng | 3-3      | Bardolino          | Fleeting, Grant, Smith                                                                            |
| 2007-08 | Tứ kết    | 0-0 2-3  | Olympique Lyonnais | Smith, Yankey                                                                                     |
| 2008-09 | Vòng bảng | 7-2      | Zürich             | Little 3, Ludlow 2, Davison, Smith                                                                |
| 2008-09 | Vòng bảng | 6-0      | Neulengbach        | Carney 2, Davison, Fleeting, Little, Tracy                                                        |
| 2008-09 | Vòng bảng | 0-3      | Olympique Lyonnais |                                                                                                   |
| 2008-09 | Tứ kết    | 3-2 0-6  | Umeå               | Fleeting, Little, Ludlow                                                                          |
| 2009-10 | Vòng 1/16 | 9-0 9-0  | P.A.O.K.           | Little 7, Lander 2, Yankey 2, Beattie, Bruton, Chapman, Coombs, Davison, Ludlow + 1 bàn phản lưới |
| 2009-10 | Vòng 1/8  | 3-0 2-0  | Sparta Praha       | Little 2, Flaherty, Grant + 1 bàn phản lưới                                                       |
| 2009-10 | Tứ kết    | 1-2 0-2  | Duisburg           | 1 bàn phản lưới                                                                                   |
| 2010-11 | Vòng 1/16 | 3-1 9-0  | Mašinac Niš        | Carter 2, Little 2, Davison, Flaherty, Ludlow, Nobbs, F. White, Yankey + 1 bàn phản lưới          |
| 2010-11 | Vòng 1/8  | 0-2 4-1  | Rayo Vallecano     | Chapman, Fleeting, Grant, Yankey                                                                  |
| 2010-11 | Tứ kết    | 1-1 2-2  | Linköpings         | Chapman, E. White, Yankey                                                                         |
| 2010-11 | Bán kết   | 0-2 2-3  | Olympique Lyonnais | Fleeting, E. White                                                                                |
| 2011-12 | Vòng 1/16 | 4-0 6-0  | Bobruichanka       | Beattie 3, Carter 2, Chapman 2, Nobbs 2, E. White                                                 |
| 2011-12 | Vòng 1/8  | 1-1 5-1  | Rayo Vallecano     | Little 2, Carter, Ludlow, Nobbs, Yankey                                                           |
| 2011-12 | Tứ kết    | 3-1 0-1  | Göteborg           | Little, Nobbs, Yankey                                                                             |
| 2011-12 | Bán kết   | 1-2 0-2  | Frankfurt          | Grant                                                                                             |
| 2012-13 | Vòng 1/16 | 3-0 4-0  | Barcelona          | Beattie 4, Chapman, Little, Nobbs                                                                 |
| 2012-13 | Vòng 1/8  | 2-1 4-3  | Turbine Potsdam    | Smith 3, E. White 2, Chapman                                                                      |
| 2012-13 | Tứ kết    | 3-1 1-0  | Torres             | Smith, Little, Nobbs, Fahey                                                                       |
| 2012-13 | Bán kết   | 0-2 1-2  | Wolfsburg          | Little                                                                                            |
| 2013-14 | Vòng 1/16 | 7-1 11-1 | CSHVSM Kairat      | Little 5, Carter 5, Nobbs 3, Chapman, Yankey, Ayisi, Weir, E. White                               |
| 2013-14 | Vòng 1/8  | 3-0 3-2  | Glasgow City       | Houghton, 3 Carter, Yankey, Nobbs                                                                 |
| 2013-14 | Tứ kết    | 0-1 0-2  | Birmingham City    |                                                                                                   |